# Кубок Мальти з футболу 2014—2015
Кубок Мальти з футболу 2014–2015 — 77-й розіграш кубкового футбольного турніру на Мальті. Титул здобула Біркіркара.

## Календар
| Раунд        | Дата                         | Матчі | Клуби   |
| ------------ | ---------------------------- | ----- | ------- |
| Перший раунд | 4-10 вересня 2014            | 12    | 64 → 52 |
| Другий раунд | 24–26 жовтня 2014            | 20    | 52 → 32 |
| 1/16 фіналу  | 28 листопада – 3 грудня 2014 | 16    | 32 → 16 |
| 1/8 фіналу   | 20–21 січня 2015             | 8     | 16 → 8  |
| 1/4 фіналу   | 13–14 лютого 2015            | 4     | 8 → 4   |
| Півфінали    | 16–17 травня 2015            | 2     | 4 → 2   |
| Фінал        | 24 травня 2015               | 1     | 2 → 1   |

## Регламент
Відповідно до формату змагань клуби Прем'єр-ліги стартують з 1/16 фіналу, у перших двох раундах грають клуби 2 - 4 дивізіонів.

## 1/16 фіналу
| Команда 1             | Рахунок         | Команда 2               |
| --------------------- | --------------- | ----------------------- |
| 29 листопада 2014     |                 |                         |
| Свікі Юнайтед (3)     | 0:6             | Гзіра Юнайтед (2)       |
| Надур Янгзтерс (1-G)  | 4:1             | Гаргур (3)              |
| Мсіда Сент-Джозеф (2) | 1:2             | Заббар Сент-Патрік (3)  |
| 30 листопада 2014     |                 |                         |
| Сіренс (3)            | 1:0             | Лія Атлетік (2)         |
| 2 грудня 2014         |                 |                         |
| Сент-Георгес (2)      | 1:0             | Гіберніанс              |
| Сідзіві (3)           | 5:2             | Зуррік (2)              |
| Бірзеббуджа (2)       | 1:7             | Валетта                 |
| Пембрук Атлета (2)    | 0:1 дч          | П'єта Готспурс          |
| Бальцан               | 2:0             | Кіркоп Юнайтед (4)      |
| Нашшар                | 1:2             | Меліта (2)              |
| 3 грудня 2014         |                 |                         |
| Моста                 | 6:1             | Сенглі Атлетік (3)      |
| Зеббудж Рейнджерс     | 0:3             | Вікторія Готспурс (1-G) |
| Таршіен Райнбоус      | 0:3             | Гуджа Юнайтед (2)       |
| Біркіркара            | 7:1             | Хамрун Спартанс (3)     |
| Кренді (4)            | 0:3             | Кормі                   |
| Флоріана              | 0:0 дч пен. 5:4 | Сліма Вондерерс         |

## 1/8 фіналу
| Команда 1               | Рахунок | Команда 2              |
| ----------------------- | ------- | ---------------------- |
| 20 січня 2015           |         |                        |
| Гзіра Юнайтед (2)       | 1:4     | Моста                  |
| Меліта (2)              | 0:2     | Валетта                |
| 21 січня 2015           |         |                        |
| Гуджа Юнайтед (2)       | 0:6     | Сіренс (3)             |
| Надур Янгзтерс (1-G)    | 1:3     | Гіберніанс             |
| Флоріана                | 1:3     | Кормі                  |
| Вікторія Готспурс (1-G) | 0:1     | П'єта Готспурс         |
| Бальцан                 | 6:0     | Заббар Сент-Патрік (3) |
| Сідзіві (3)             | 0:3     | Біркіркара             |

## 1/4 фіналу
| Команда 1      | Рахунок         | Команда 2      |
| -------------- | --------------- | -------------- |
| 13 лютого 2015 |                 |                |
| Моста          | 1:3             | Валетта        |
| Бальцан        | 1:1 дч пен. 3:4 | Гіберніанс     |
| 14 лютого 2015 |                 |                |
| Кормі          | 7:0             | Сіренс (3)     |
| Біркіркара     | 3:0             | П'єта Готспурс |

## Півфінали
| Команда 1      | Рахунок | Команда 2  |
| -------------- | ------- | ---------- |
| 16 травня 2015 |         |            |
| Біркіркара     | 1:0 дч  | Валетта    |
| 17 травня 2015 |         |            |
| Кормі          | 0:2     | Гіберніанс |

## Фінал
| 23 травня 2015 17:00 (CET) |

| Біркіркара               | 2:0      | Гіберніанс |
| ------------------------ | -------- | ---------- |
| Маззетті 29' Ледесма 69' | Протокол |            |

| Національний стадіон, Та-Калі Арбітр: Андре Аркіола |